# Pygophora seticornis
Pygophora seticornis är en tvåvingeart som beskrevs av Crosskey 1962. Pygophora seticornis ingår i släktet Pygophora och familjen husflugor. Inga underarter finns listade i Catalogue of Life.